# 卷果涩荠
卷果涩荠（学名：Malcolmia scorpioides）为十字花科涩荠属下的一个种。

## 扩展阅读
- 維基物種上的相關：卷果涩荠